# Razo (Kaapverdië)
Razo is een van de bovenwindse eilanden, in de geografische regio Ilhas de Barlavento van Kaapverdië. Het is niet bewoond.
Barlavento-archipel: Boa Vista · Branco · Razo · Sal · Santa Luzia · Santo Antão · São Nicolau · São Vicente

Sotavento-archipel: Brava · Fogo · Maio · Santiago